# Xarvaixidze
Els Xarvaixidze fou una família de prínceps que van regnar sobre Abkhàzia. Els primers senyors apareixen cap al 1040 i de ben segur van estar sempre arrelats al país incloses les èpoques en què no el governaren directament o tot sencer.
El 1700 van començar a dividir-se en branques cadascuna de les quals governava un petit territori, el que va facilitar la dominació turca (segle xviii) i després la conquesta russa (1800-1840).
Les principals branques dels Xarvaixidze foren:
- Branca sènior de Likhni (vegeu Abkhàzia)
- Branca de Bedia, després prínceps de Samurzakan.
- Branca de Saberio-Kapiti fundada pel príncep Avtandil Xarvaixidze, germà de Mirza Khan; el seu fill fou el príncep Bulikuku Xarvaixidze, de Saberio-Kapiti, i va deixar un fill, Zurab Xarvaixidze, que era senyor de Saberio (una germana es va casar amb Manushihr Xarvaixidze de Samurzakan).
- Branca de Nabanevi, fundada per Bejan Xarvaixidze, germà de Manushihr de Samurzakan i efímera.
- Branca de Otkara, fundada pel príncep Rostam (Khutunica Xarvaixidze) senyor de Sukhumi i que va continuar el seu fill Tulakh Xarvaixidze originant la branca Xarvaixidze-Tulaqipa Otkara.
- Branca de Gulisti, fundada per Inal Bey Xarvaixidze, senyor de Gulisti, segon fill de Djighesti Xarvaixidze d'Abkhàzia. Els seus successors foren els prínceps Xarvaixidze-Inalipa de Gulisti.
- Branca de Xuasopeli, fundada per Bekir Beg Xarvaixidze, senyor de Xuasopeli, fill de Xirvan Beg Xarvaixidze (germà de Mamuka II Xarvaixidze d'Abkhàzia), El fill i hereu Soslan Beg va morir abans de 1811 i el va succeir el seu fill Alexandre Soslanóvitx Xarvaixidze (Ali Bey) casat amb Kessaria Nikolaievna, filla de Nikolaoz Dadiani (Nikolai Guiórguievitx Dadianov), senyor de Kurdzu. El fill d'aquest fou senyor del Galidzga.
- Branca de Tsebelda i Kelassur, fundada pel príncep Hassan Beg Xarvaixidze, fill de Keleix Ahmad Beg Xarvaixidze d'Abkhàzia. Efímera doncs el seu fill Demetri el 1838 ja no tenia aquests títols.